# Edosa perinipha
Edosa perinipha är en fjärilsart som beskrevs av László Anthony Gozmány. Edosa perinipha ingår i släktet Edosa och familjen äkta malar. Inga underarter finns listade i Catalogue of Life.